# 島田橋
島田橋（しまだばし）は、埼玉県坂戸市島田と同県東松山市宮鼻の間の越辺川に架かる、坂戸市道2343号線の冠水橋である。

## 概要
坂戸・東松山両地区の生活道路や抜け道となっており、越辺川の終点からおよそ8.6 kmの地点に架かる、橋長約77メートル、幅員約3メートルの木桁橋の冠水橋（潜水橋）である。橋脚は木製で8基あり、9径間の橋である。上流側に独立した木組みの流木避けが設けられている。地覆は木製で欄干はない。
現行橋は各種通行制限があり、幅員制限は標識にて1.8 mで橋の両入口に進入制限用のポールがあり、重量制限は標識にて1.5 tとなっている。木橋だが車の通行は可能。但し幅員が狭いため片側交互通行である。橋の管理者は坂戸市である。冠水橋なので、台風などの大雨の際は通行止めとなる事がある。
当橋の構造上における特徴として、ほぼ木製で路面は全面的に板張りになっている。それによりひなびた雰囲気と素朴な姿を長く留めていることや、都心から交通の便がよいことから、テレビや映画のロケーション撮影に度々使用されている。ロケ地として知名度の上昇から県外より観光に訪れる人もいる。この橋をロケ撮影に使用した作品は以下の通り。
- NHK大河ドラマ
  - 翔ぶが如く
  - 新撰組!
  - 風林火山[7]
  - 龍馬伝（第28回「武市の夢」）[6]
- 菊次郎とさき（テレビ朝日）
- 陽炎の辻2（NHK）
- JIN-仁-（TBSテレビ）
- 幕末純情伝（松竹映画）
- まぼろしの邪馬台国（松竹映画）
- さや侍（松竹映画）

## 歴史
この橋がある所は江戸時代当時は川越児玉往還（川越道）が通っていた場所で、石井宿（現・坂戸市）と高坂宿（現・東松山市）の間にあたる所で、この先、高坂宿の手前の坂下橋で八王子から日光を結ぶ日光脇往還が合流する。しかし明治時代初期頃まではこの場所に橋は架けられず、島田の渡しといわれた渡し船による連絡であったが、明治初期頃に木製の橋が架けられ、越辺川両岸間の連絡が容易になった。
一方、島田橋の上流900 m程の場所には日光脇往還の橋がかつて存在しており、この橋が東上鉄道の建設工事に伴って、鉄道橋と場所が被ることから、1920年（大正9年）に300 m程下流に新しく高坂橋（現在の国道407号の橋）が建設されると、島田橋からも600 m程しか距離が離れていないことから両岸間連絡は高坂橋に取って代わった。この位置関係によって島田橋は鋼製やコンクリート製に架け替える許可が下りずに木製のままとなっている。
増水による流失や木材の腐食などによる劣化で幾度も架け替えや補修が行われ、一例として1958年（昭和33年）の台風22号（狩野川台風）で流失した記録がある。直近では1994年の台風による流失後に架け替えられた橋が2014年6月の大雨により流失している。
橋はコンクリート橋や鋼橋で再建のほか廃止も検討されたが、「前と同じ橋を造ってほしい」との地元住民の声もあり、地元自治会長を始め、地元県議や市観光協会の尽力により工費約6800万円を見積もり、ほぼ元の形に復旧されることとなり、2015年5月28日14時に開通し供用を再開している。工費は坂戸市によると最終的には5300万円であった。
被害状況によっては工事費がかさむため、その都度災害復旧事業として国の補助を受けて復旧し維持している。

## 橋の周辺
本橋より北の東松山市側は九十九川の向こうの宮鼻の中心集落まで建物があまり無く、水田が広がっているが、南の坂戸市側は本橋のたもと近くまで島田の中心集落が展開している。渡し船だった時代の島田では、船や渡航者の世話の仕事などに携わっていた家が多かった。南側（島田）の方には橋詰の堤防の下に、地蔵菩薩、観音菩薩、水神など11基の石仏が祀られている。特に地蔵菩薩は1683年（天和3年）より鎮座しているという古いものである。
- 株木用水堰 - 本橋の300 mほど上流にあり、ここから坂戸市の島田、赤尾、石井の水田地帯へ用水を引いている[14]。そのため、この橋の下の河水は平常時にはやや少なめになっている。
- 東松山市 高坂浄化センター
- 比企広域消防本部東松山消防署 高坂分署
- 東松山市 南地区体育館
- 稲荷神社
- 薬師堂

## その他
当橋から約2 kmほど下流にある赤尾落合橋も本橋とほぼ同一構造の木製の冠水橋であった。また、約6 kmほど下流にある八幡橋も本橋とほぼ同一構造の木製冠水橋であった。越辺川支流の高麗川にも木製冠水橋の若宮橋があったが、木橋風の鋼桁橋に架け替えられている。これらもすべて坂戸市管理の橋である。

## 風景

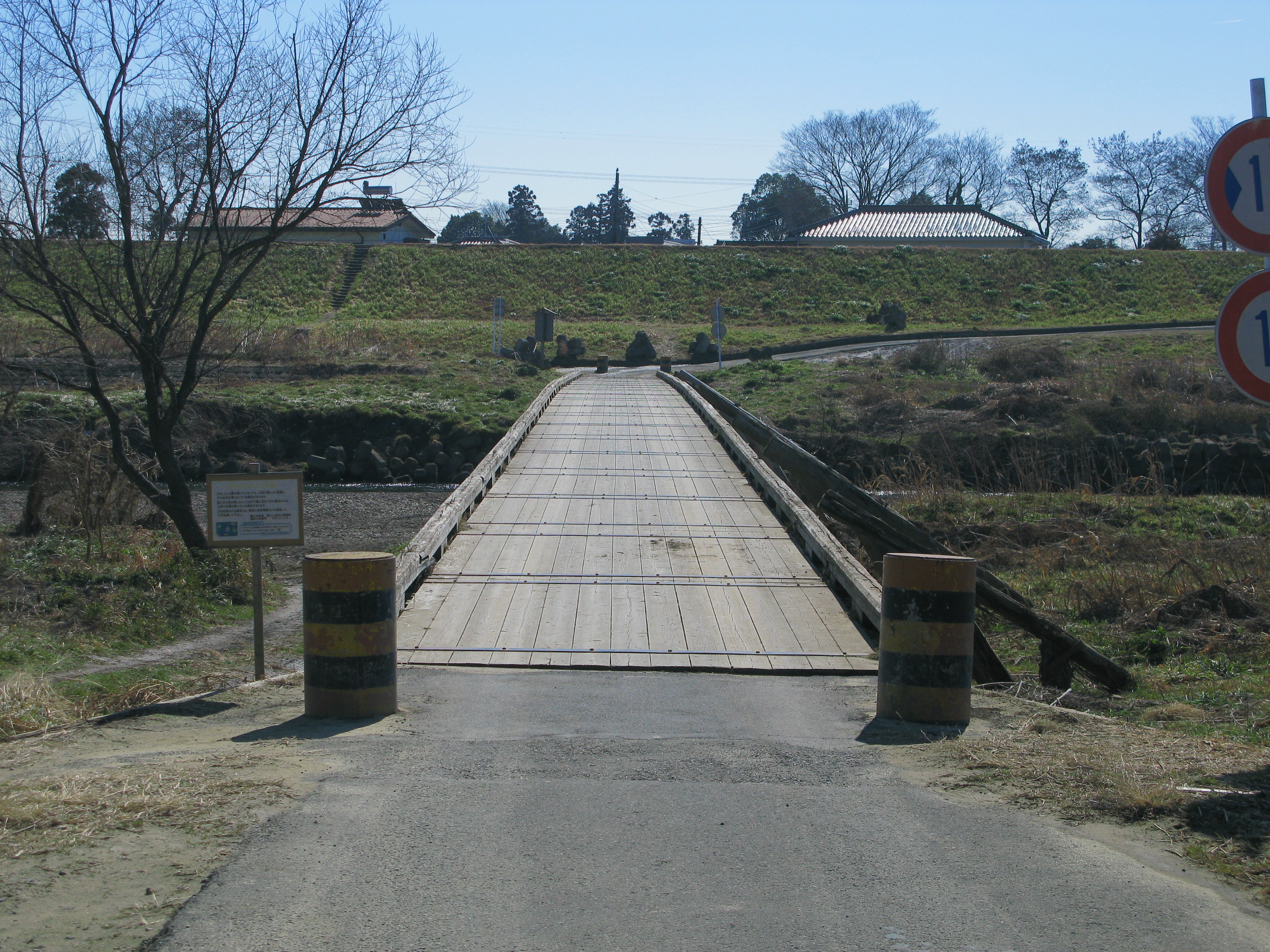
坂戸市方面を望む
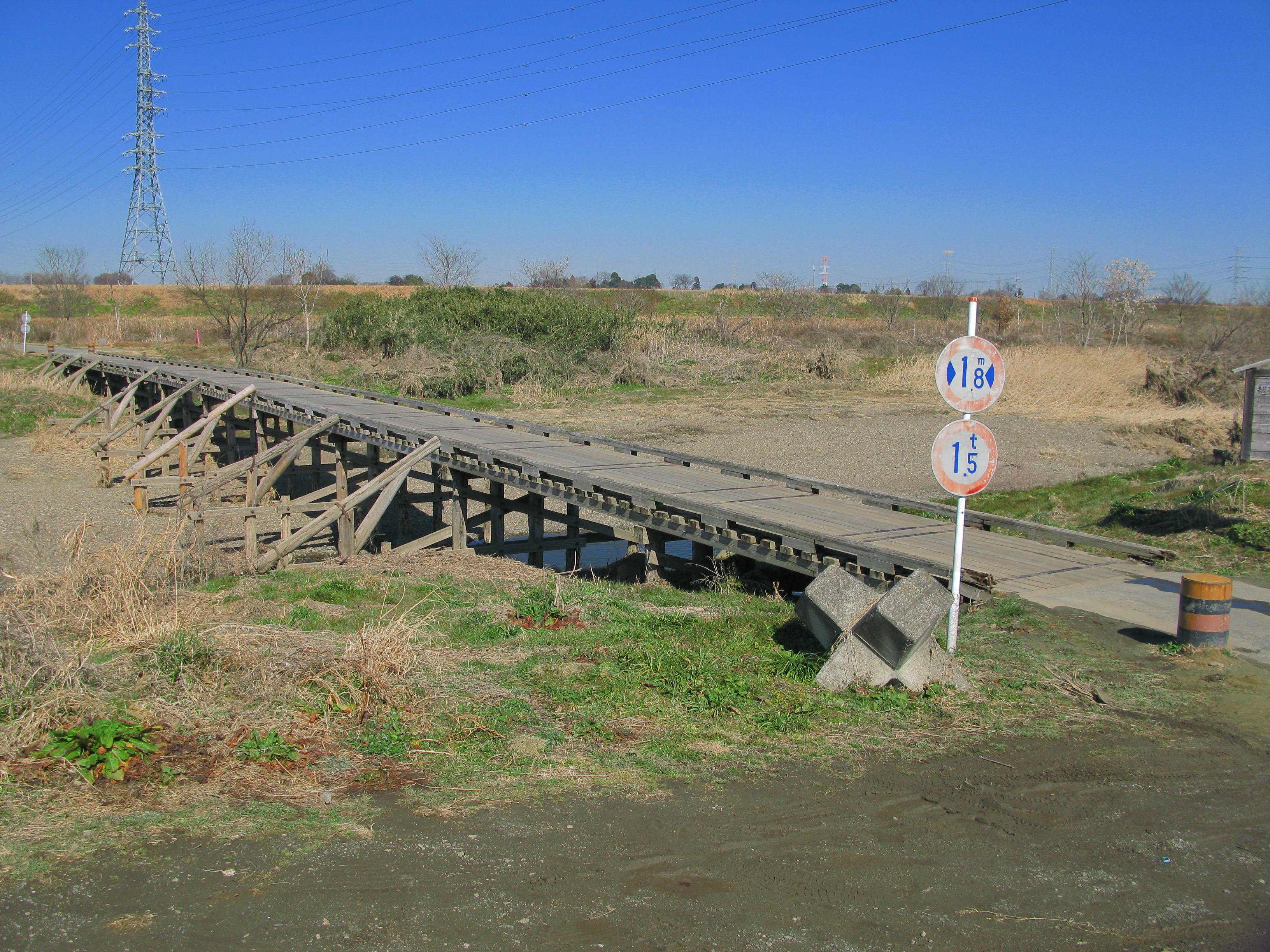
右岸上流側より
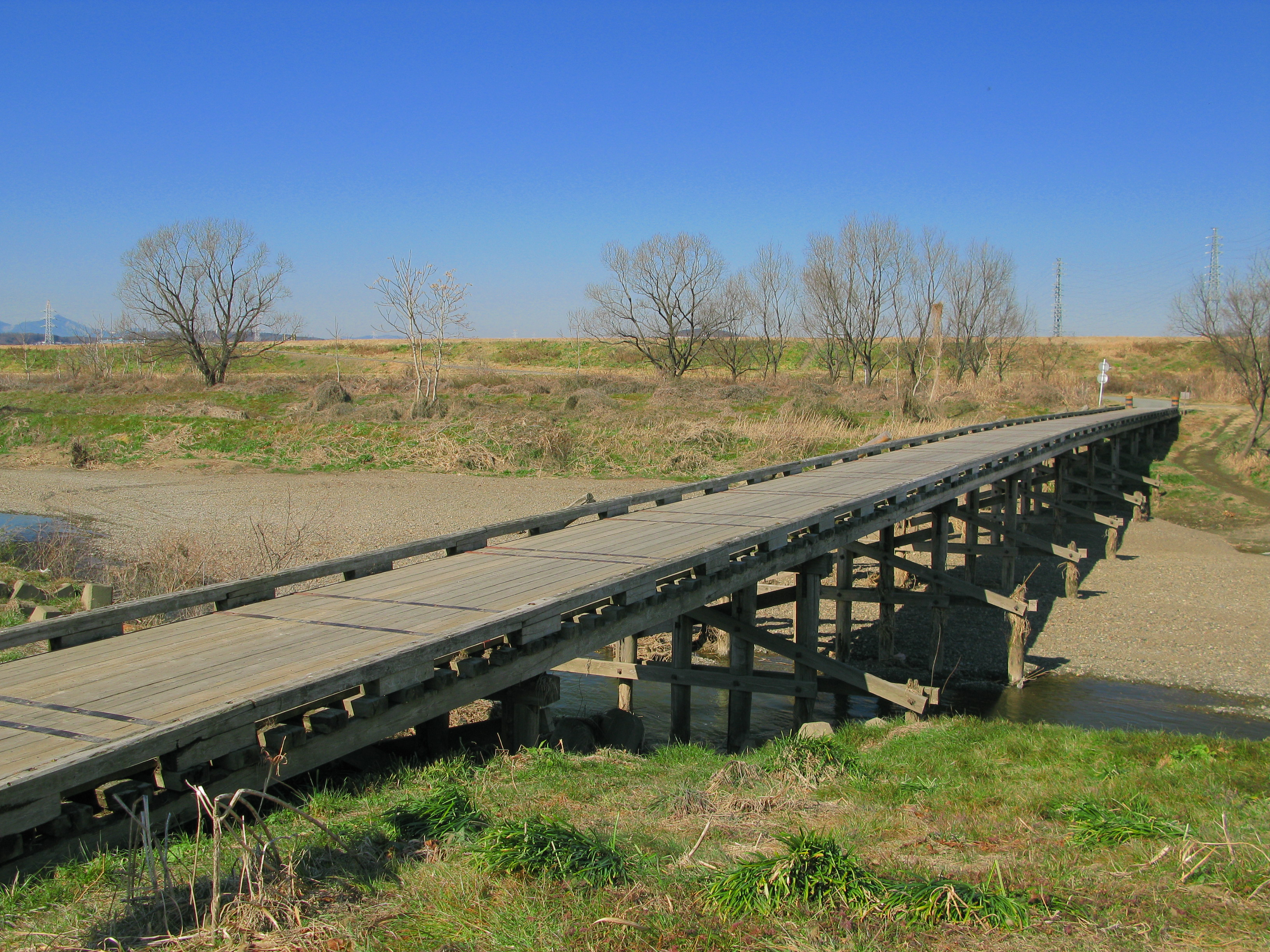
右岸下流側より

## 隣の橋
- 越辺川

（上流） - 越辺川橋梁 - 高坂橋 - 島田橋 - 赤尾落合橋 - 越辺川水管橋 - （下流）